# LUSAC-11
LUSAC-11 (LePère United States Army Combat) – amerykański dwumiejscowy samolot myśliwski z okresu I wojny światowej, wykorzystywany następnie jako samolot doświadczalny.

## Historia
Przystępując do działań zbrojnych podczas I wojny światowej armii Stanów Zjednoczonych nie dysponowała samolotami krajowej konstrukcji. Zadanie skonstruowania amerykańskiego myśliwca eskortowego otrzymał w 1917 r. Georges LePère, członek Francuskiej Misji Lotniczej w Stanach Zjednoczonych. Prace konstrukcyjne i budowlane prowadzono w firmie Packard Motor Car Co. w Detroit w stanie Michigan. Nowa konstrukcja została opracowana pod kątem wykorzystania amerykańskiego silnika Liberty L-12. Prototyp został oblatany przez amerykańskich pilotów doświadczalnych w Wilbur Wright Field w Ohio. Samolot okazał się udany, armia USA planowała zamówić 3525 sztuki LUSAC-11. Zakończenie działań wojennych spowodowało rezygnację z rozwoju i produkcji samolotu. 
Jeden egzemplarz samolotu trafił do Francji, gdzie Clifton Cottrell na lotnisku Orly 18 grudnia 1918 r. dokonał jego oblotu. Ten egzemplarz pozostał we Francji, od 1992 r. jest prezentowany na ekspozycji Musee de l'Air w Paryżu.
LUSAC-11 pozostał samolotem doświadczalnym, na którym testowano, m.in.: sprężarki do lotów wysokościowych, śmigła przestawialne czy nowe malowania kamuflażowe. Samoloty LUSAC-11 były używane w ośrodku badawczym Wright Field do 1924 r.
Samoloty były budowane w wytwórni Packard w Detroit. W 1920 w wytwórni Waterman Aircraft w Los Angeles powstała wersja cywilna samolotu, zaprojektowana przez L. Branda, z silnikiem OX-5. Samolot został zaprojektowany do próby przelotu Clarence O. Presta na trasie Meksyk-Syberia. Rozważano również wykorzystanie samolotu do przewozu poczty lotniczej. Aby zwiększyć zasięg samolotu konstruktor zamontował w nim dodatkowe zbiorniki paliwa, jeden z nich był wbudowany w fotel pilota. 
28 września 1921 r Lt. James Mcready ustanowił na zmodyfikowanym samolocie LUSAC-11 rekord wysokości lotu osiągając pułap 10 518 m. 